# 인도날다람쥐
인도날다람쥐(Petaurista philippensis)는 다람쥐과에 속하는 설치류의 일종이다. 영어로 그냥 날다람쥐(common giant flying squirrel)라고 하면 이 종을 말한다. 앞다리와 뒷다리 사이에 뻗어 있는 피부 비막을 사용하여 활공 비행을 할 수 있다. 동남아시아 대륙과 남아시아, 중국 남부와 중부 지역에서 발견된다.

## 아종
7종의 아종이 알려져 있다.
| - P. p. philippensis - P. p. annamensis - P. p. cineraceus - 포르모사붉은날다람쥐 (P. p. grandis) | - P. p. lylei - P. p. mergulus - P. p. yunanensis |

## 특징
대형 종으로 머리부터 몸까지 길이가 약 43cm, 꼬리 길이가 50~52cm이다. 털은 검거나 회색과 갈색을 띠고, 상체는 털이 길고 부드러우며 하체는 약간 짧고 희끗희끗 하게 회색이 섞여 있다. 앞다리와 뒷다리 사이의 연한 색 비막을 사용하여 나무 사이를 활공 비행한다. 꼬리는 검거나 회색 또는 갈색 털로 덮여 있으며, 발은 검고 코는 연한 핑크색이고 검은 콧털을 갖고 있다.

## 분포 및 서식지
중국과 인도, 라오스, 미얀마, 스리랑카, 대만, 태국, 베트남에서 발견된다. 보통 500~2000m의 고지대 건조 활엽수림과 상록수림에서 서식하며, 플랜테이션에서 발견된 기록도 있다.

## 생태
인도날다람쥐는 야행성 동물이고, 나무 위에서 대부분의 시간을 보내는 수상성 동물이다. 둥지는 나무 구멍 속에 나무껍질과 털, 이끼, 잎 등으로 만든다. 먹이가 풍부할 때는 군거 생활을 하지만 먹이가 부족하면 종끼리 서로 공격한다. 반점배수리부엉이가 내는 소리와 유사한 소리를 낸다.

## 먹이
과식성 동물로 주로 우담화와 쿨레니아속 열매, 잭프루트 등을 좋아한다. 나무껍질과 새싹, 잎(특히 우담화), 곤충, 유충 등도 먹는다. 먹이를 찾거나 숲 가장자리에서 외래 식물 종을 포함한 먹이를 구할 때, 약간의 교란에 대해 내성을 보여주는 것으로 나타난다.

## 번식
6월 중순경에 한 마리의 새끼를 낳는다. 새끼는 눈을 뜨지 못한 상태로 몸에 비해 머리가 비정상적으로 크게 태어난다.

## 사진

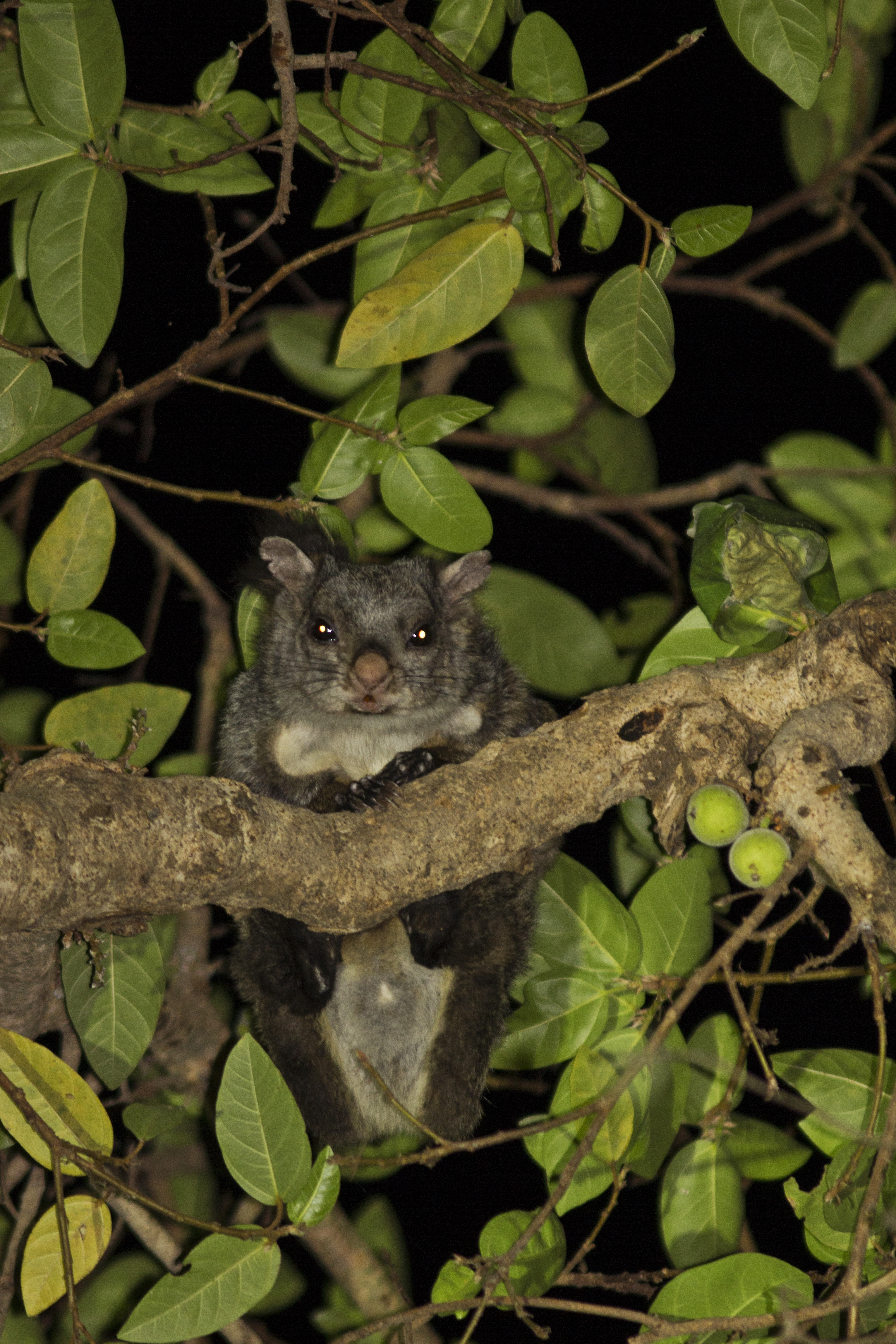
인도 구자라트 주 사바르칸타 폴로 숲 우담화 속의 인도날다람쥐
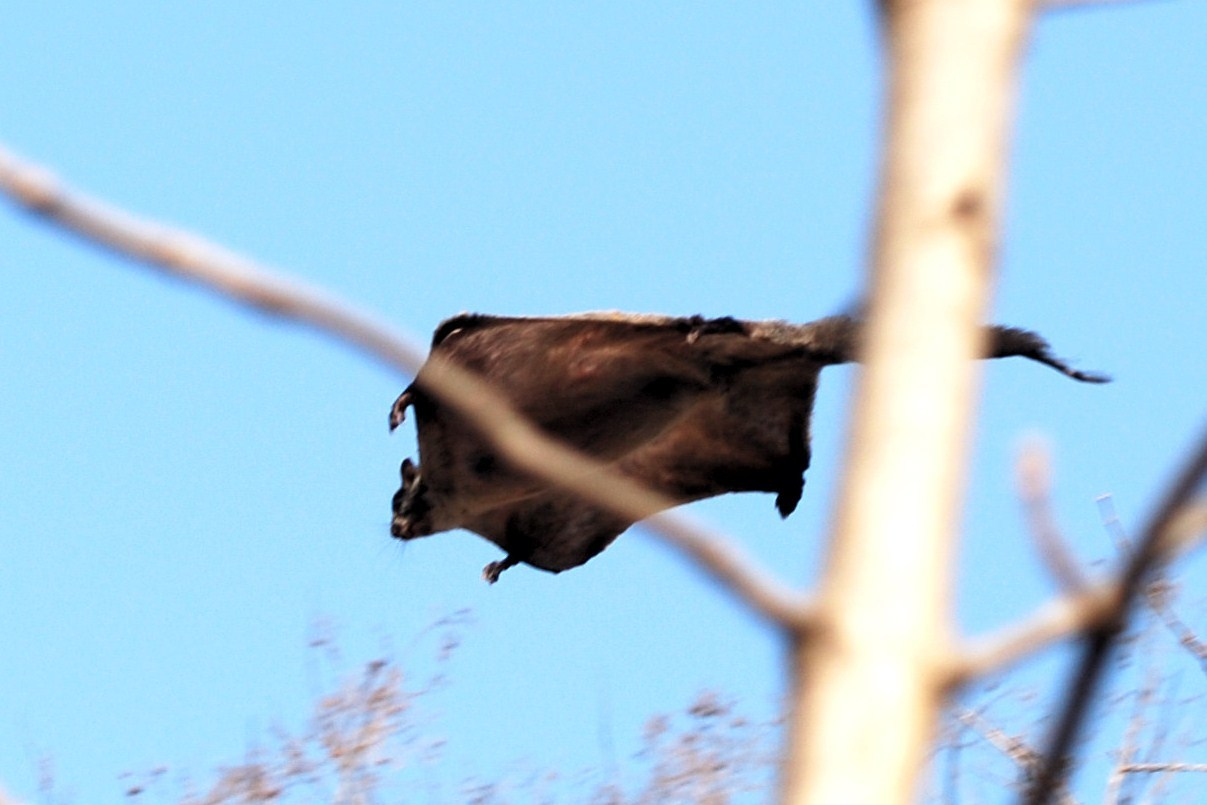
인도 구자라트 중부 다호드 라탄마할 오소리 보존 구역의 인도날다람쥐
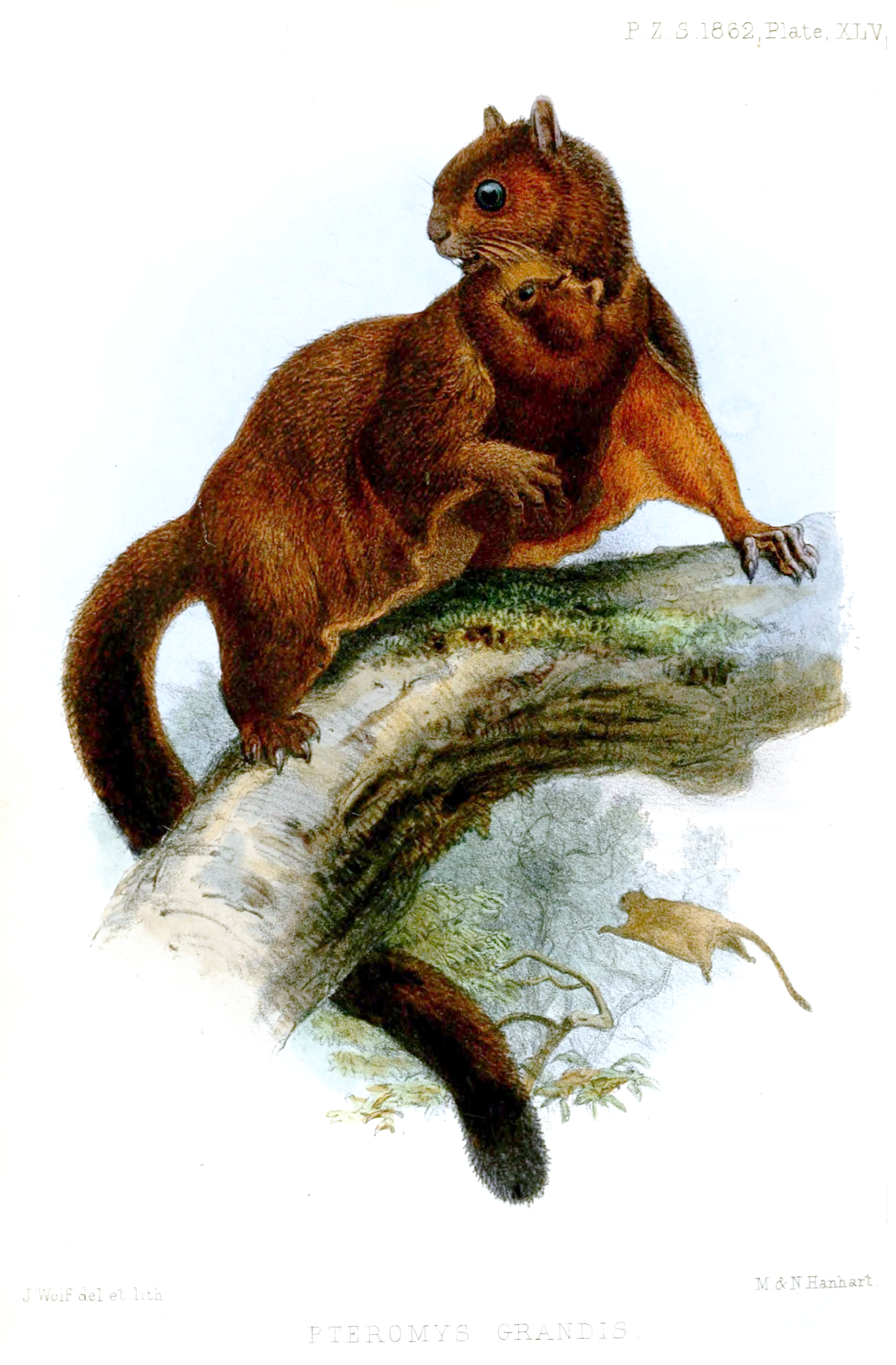
아종 포르모사붉은날다람쥐(P. p. grandis)

## 같이 보기
- 인도큰다람쥐